# Målgest

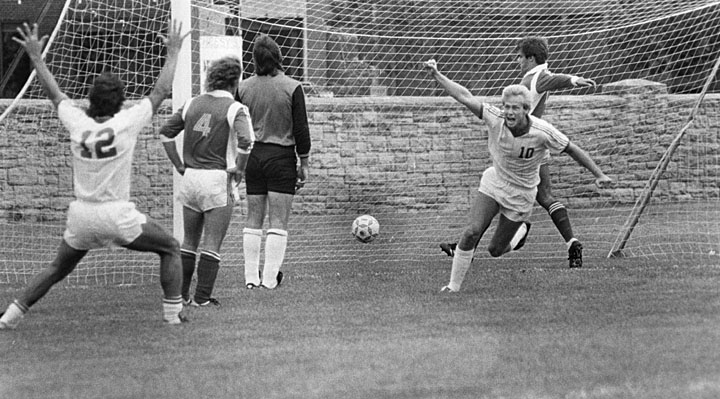
Målgest i en fotbollsmatch.

En målgest kallas, som ordet lyder, en gest idrottsutövare gör när de gör mål. Gesten görs för att fira målet.
Ofta firas ett mål genom att man höjer den ena eller båda armarna i ren, spontan glädje över att ha lyckats göra mål. I bland annat bandy, innebandy och ishockey brukar spelarna höja klubban då de gjort mål. Ibland brukar spelarna även kramas eller ge varandra handklapp.
De mer speciella målgesterna hade framför allt sin storhetstid inom fotbollen under 1990-talet, då många spelare övade in personliga målgester som de gjorde till sina egna signum.
I sporter där spelarna inte gör mål, kan liknande så kallade segergester göras när de aktiva vunnit eller nått framgång i en tävling. Som exempel kan nämnas "Brysselsteget" som tennisspelaren Jonas Björkman använder och utförsåkaren Anja Pärsons vana att kasta sig i snön som en säl när det stod klart att hon har vunnit ("Sälen").

## Berömda målgester

### Fotboll
- Kennet Andersson - domartecken för mål i australisk fotboll[1]; av många tolkat som två dragna pistoler[2]
- Hugo Sánchez, Faustino Asprilla, Julius Aghahowa, Obafemi Martins med flera - volter[3]
- Bebeto - vagga barnet (VM 1994, då han och hans fru fått barn)[4]
- Thomas Brolin - hoppiruett[5]
- Brandi Chastain - tog av sig tröjan och visade sin BH[6], omdiskuterat i USA.
- Robbie Fowler - "låtsas sniffa kokain" (1999), avstängd fyra matcher[7]
- Kameruns herrar - dans vid hörnflaggan[8]
- Julius Aghahowa - ett antal bakåtvolter i rad som hade dugt i ett gymnastikmästerskap. Han gjorde den bland annat efter att ha gjort mål i fotbolls-VM 2002 mot Sverige.

### Ishockey
- Jonas Bergqvist - "helikoptern"[9]